# Enhetsarbetskraftskostnad
enhetsarbetskraftskostnad, ULC (av engelskans unit labor cost) är ett kostnadsmått som anger hur stora utgifterna är för arbetskraft i produktionen. Det kan beräknas genom att dividera arbetskraftskostnaden, räknat i kronor per timme, med arbetsproduktiviteten, räknat i antal enheter per timme. Enheten för enhetsarbetskostnaden blir då kronor per enhet.